# Pięciobój nowoczesny na Światowych Wojskowych Igrzyskach Sportowych 1995
Pięciobój nowoczesny na 1. Światowych Wojskowych Igrzyskach Sportowych – zawody dla sportowców-żołnierzy zorganizowane przez Międzynarodową Radę Sportu Wojskowego, które rozgrywane były we wrześniu 1995 podczas światowych igrzysk wojskowych we włoskim Rzymie. Polska reprezentacja zdobyła złoty medal w sztafecie.

## Konkurencje
- Mężczyźni – indywidualnie, drużynowo, sztafeta

W skład pięcioboju nowoczesnego wchodzą
- szermierka (szpada)
- pływanie (200 m stylem dowolnym)
- jazda konna (skoki przez przeszkody)
- bieg przełajowy (3 km) ze strzelaniem (pistolet)

## Rezultaty
| Konkurencja   | Złoto                                                              | Złoto  | Srebro                   | Srebro | Brąz                      | Brąz   |
| Konkurencja   | Drużyna / Zawodnik                                                 | Wynik  | Drużyna / Zawodnik       | Wynik  | Drużyna / Zawodnik        | Wynik  |
| indywidualnie | Alessandro Conforto · Włochy                                       | 5 565  | Olivier Ibanès · Francja | 5 473  | Gianluca Tiberti · Włochy | 5 463  |
| drużynowo     | Włochy · Alessandro Conforto · Gianluca Tiberti · Stefano Giammoni | 16 376 | Ukraina ·                | 15 829 | Rosja ·                   | 15 652 |
| sztafeta      | Polska ·                                                           |        | Czechy ·                 |        | Węgry ·                   |        |

## Klasyfikacja medalowa
* Gospodarz zawodów został zaznaczony tym kolorem,  Polskę oznaczono tekstem pogrubionym.
| Miejsce           | Reprezentacja     | Złoto | Srebro | Brąz | Razem |
| ----------------- | ----------------- | ----- | ------ | ---- | ----- |
|                   |                   |       |        |      |       |
| 1                 | Włochy *          | 2     | 0      | 1    | 3     |
| 2                 | Polska            | 1     | 0      | 0    | 1     |
| 3                 | Czechy            | 0     | 1      | 0    | 1     |
| 3                 | Francja           | 0     | 1      | 0    | 1     |
| 3                 | Ukraina           | 0     | 1      | 0    | 1     |
| 6                 | Rosja             | 0     | 0      | 1    | 1     |
| 6                 | Węgry             | 0     | 0      | 1    | 1     |
| Ogółem (7 państw) | Ogółem (7 państw) | 3     | 3      | 3    | 9     |

Źródło: